# Восстание Бэкона
Восстание Бэкона (англ. Bacon's Rebellion) — вооруженное восстание поселенцев колонии Вирджиния, которое происходило с 1676 по 1677 год. Это восстание, которое возглавил Натаниэл Бэкон, было направлено против королевского губернатора Уильяма Беркли после того, как Беркли отклонил просьбу Бэкона изгнать индейцев из Вирджинии. Тысячи жителей Вирджинии всех сословий (включая тех, кто находился в договорном рабстве) восстали против Беркли, изгнали его из Джеймстауна и в конечном итоге сожгли этот город. Восстание было подавлено несколькими вооруженными торговыми судами из Лондона, капитаны которых встали на сторону Беркли и лоялистов. Вскоре после этого прибыли правительственные войска, которые в течение нескольких лет боролись с очагами сопротивления и реформировали колониальное правительство, чтобы оно снова находилось под прямым контролем Короны.
Восстание Бэкона было первым восстанием в североамериканских колониях, в котором приняли участие недовольные жители приграничья (в чем-то похожее восстание в Мэриленде с участием Джона Куда и Джозиаса Фендалла произошло вскоре после этого). Союз между белыми кабальными слугами и африканцами (смесь наемных, порабощенных и свободных негров) беспокоил колониальный высший класс. В ответ на это они ужесточили систему расового рабства в попытке разделить две расы от последующих объединенных восстаний, приняв Кодексов рабов Вирджинии 1705 года. Хотя восстание не достигло своей первоначальной цели по изгнанию индейцев из Вирджинии, оно привело к тому, что Беркли был отозван в Англию.

## Предыстория
Начиная с 1650-х годов колонисты начали заселять приграничные земли в северной части колонии Вирджиния, землях, которые были зарезервированы короной для коренных американцев с 1634 года. Коренные жители секоковон (тогда известный как чикакоан), доэг, патавомек и раппаханнок также начали переселяться в этот регион и присоединились к местным племенам в защите своих земель и ресурсов. В июле 1666 года колонисты объявили им войну. К 1669 году колонисты оформили патент на землю на западе Потомака на севере вплоть до острова Милордс (ныне остров Теодора Рузвельта в Вашингтоне, округ Колумбия ). К 1670 году они изгнали большую часть доэгов из колонии Вирджиния в Мэриленд, за исключением тех, кто жил рядом с Нанзатико / Портобаго в округе Кэролайн, штат Вирджиния .

## Мотивы
Последователи Бэкона использовали восстание как попытку добиться признания правительством общих интересов всех социальных классов колонии в защите "общности" и повышении ее благосостояния. Однако не все классы заботились о благополучии в этом восстании. И коренные американки, и европейские женщины сыграли важную роль в восстании Бэкона, будучи менее заметными членами общества.
Однако основное разногласие между Бэконом и его последователями и Беркли заключалось в том, как обращаться с индейским населением. Беркли считал, что было бы полезно оставить некоторых в качестве подданных, заявив: «Я бы сохранил тех индейцев, которые, как я знал, были полностью в нашей власти, чтобы они были нашими шпионами и разведчиками для борьбы с более опасными врагами», тогда как Бэкон счел этот подход слишком сострадательным, заявив: «Наш замысел [состоит] ... в том, чтобы разрушить и истребить всех индейцев в целом».
 

## Восстание
В июле 1675 года индейцы Доэг в графстве Стаффорд, штат Вирджиния, убили двух белых поселенцев и уничтожили поля кукурузы и крупного рогатого скота. Ополчение округа Стаффорд выследило рейдеров, убив 10 доэгов в хижине. Тем временем другое ополчение во главе с полковником Мейсоном напало на соседнюю деревню дружественного племени саскуэханнок и убило 14 из них. Атака прекратилась только тогда, когда кому-то из деревни удалось сбежать и противостоять Мейсону, сказав ему, что они не из племени Доэги. 31 августа губернатор Вирджинии Уильям Беркли заявил, что племя Саскуэханнок было причастно к нападению на округ Стаффорд с помощью людей из племени Доэга. 26 сентября 1000 ополченцев Мэриленда во главе с командиром Томасом Трумэном двинулись к опорному пункту Саскуэханнок в Мэриленде. Трумэн пригласил пятерых вождей саскуэханноков на переговоры. После того, как они отрицали ответственность за июльские теракты в графстве Стаффорд, их схватили и казнили. Саскуэханноки ответили в январе 1676 года нападениями на плантации, убив 60 поселенцев в Мэриленде и еще 36 в Вирджинии. К ним присоединились и другие племена, которые убивали поселенцев, сжигали дома и поля и забивали скот вплоть до Джеймса и Йорка .
Когда сэр Уильям Беркли отказался принять ответные меры против набегов коренных американцев, крестьяне организовали собрание, услышав сообщение о новой группе набегов.   Натаниэль Бэкон прибыл с большим количеством бренди; после раздачи бренди он был избран лидером. Вопреки приказу Беркли группа двинулась на юг, пока не пришла к народу окканичи . В мае, убедив воинов окканичи уйти и атаковать Саскуэханнок, Бэкон и его люди убили большинство мужчин, женщин и детей Окканичи, оставшихся в деревне. По их возвращении фракция Бэкона обнаружила, что Беркли призвал к новым выборам в Палату горожан, чтобы лучше противостоять рейдам коренных американцев.

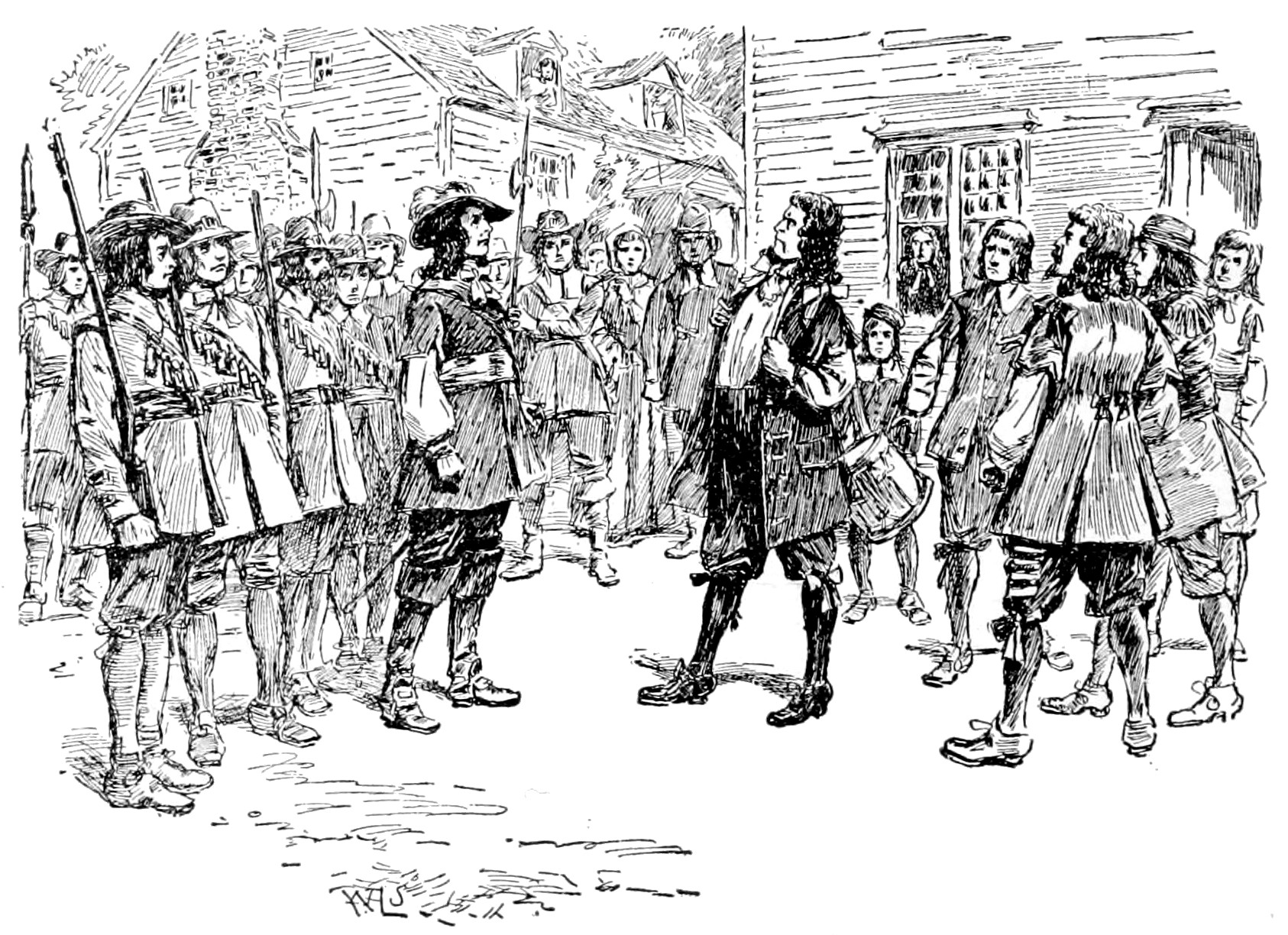
Губернатор Беркли обнажает грудь, чтобы Бэкон выстрелил в него после того, как отказал ему в комиссии (гравюра 1895 года)

Сформированная Палата бургов приняла ряд радикальных реформ, известных как законы Бэкона. Бэкон не исполнял свои обязанности в Палате; скорее, он находился на своей плантации за много миль от нее. Он ограничил полномочия губернатора и вернул избирательное право безземельным вольноотпущенникам.
После принятия этих законов Натаниэль Бэкон прибыл с 500 последователями в Джеймстаун, чтобы потребовать поручения возглавить ополчение против коренных американцев. Однако губернатор не поддался давлению. Однако губернатор отказался уступить давлению. Когда Бэкон приказал своим людям прицелиться в Беркли, тот в ответ "обнажил грудь" перед Бэконом и велел Бэкону застрелить его. Видя, что губернатор не сдвинется с места, Бэкон заставил своих людей прицелиться в собравшихся бургомистров, которые быстро дали Бэкону требуемое им поручение. Ранее Бэкону пообещали предоставить официальное поручение, прежде чем он уйдет в свое поместье, если он будет вести себя «хорошо» в течение двух недель. Пока Бэкон находился в Джеймстауне со своей небольшой армией, восемь колонистов были убиты на границе в графстве Хенрико (откуда он выступил) из-за нехватки рабочей силы на границе. 
30 июля 1676 года Бэкон и его армия опубликовали «Народную декларацию». В декларации подробно критиковалась администрация Беркли. Он выдвинул несколько обвинений против Беркли:
1. что «под благовидным предлогом общественных работ [он] взимал большие несправедливые налоги с общины»;
2. что он продвигал фаворитов на высокие государственные посты;
3. что он монополизировал торговлю бобрами с коренными американцами;
4. что он был сторонником коренных американцев.

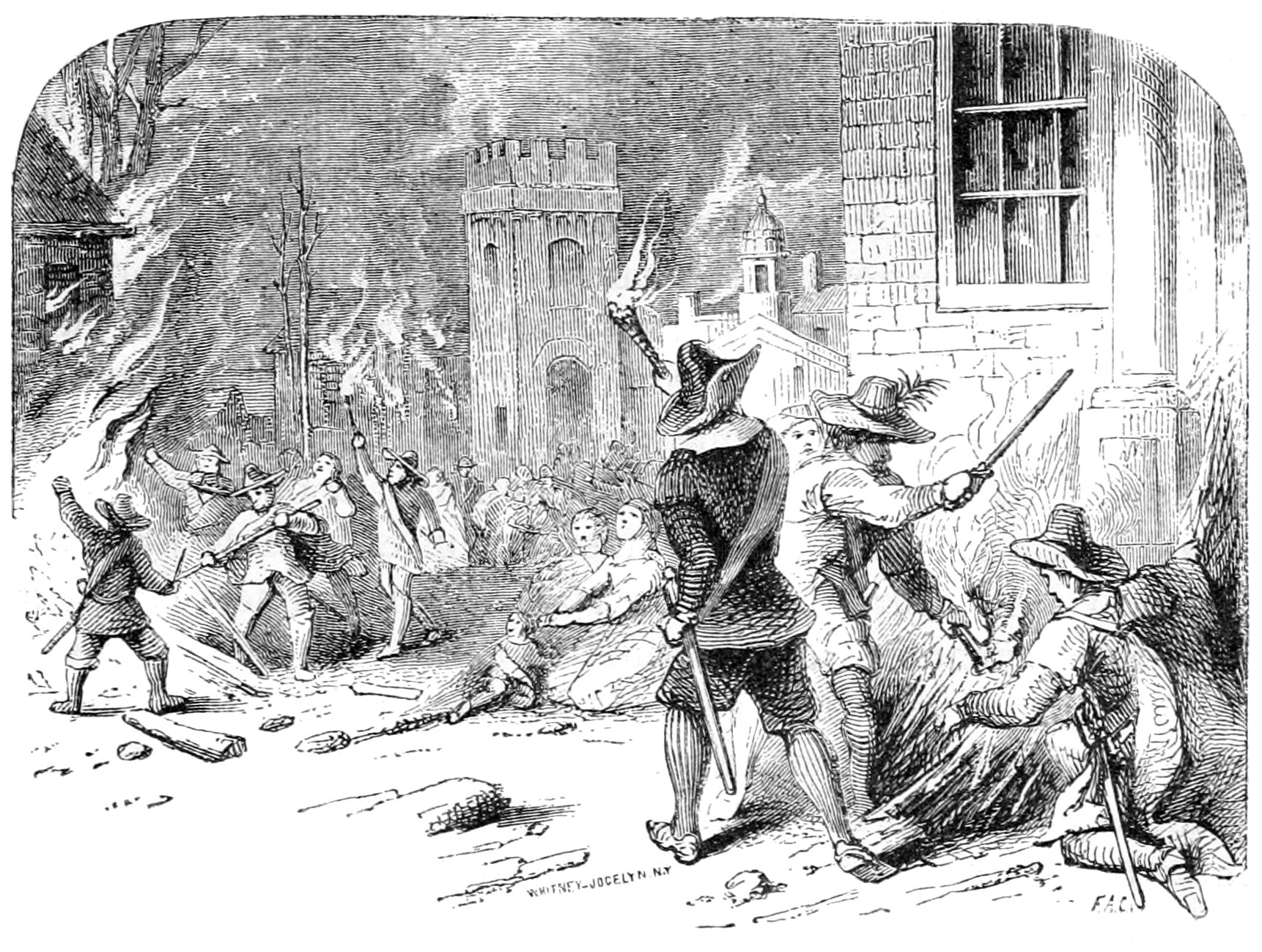
Гравюра XIX века, изображающая сожжение Джеймстауна.

После нескольких месяцев конфликта силы Бэкона численностью 300–500 человек двинулись на Джеймстаун, который был занят войсками Беркли, осадившими город. 19 сентября люди Бэкона захватили и сожгли дотла столицу колонии. В меньшинстве Беркли отступил за реку. Его группа расположилась лагерем в Уорнер-холле, доме спикера Палаты горожан Августина Уорнера-младшего, и нанесла значительный ущерб, хотя дом остался стоять.
Прежде чем эскадра Королевского флота под командованием Томаса Ларимора  смогла прибыть на помощь Беркли и его войскам, Бэкон умер 26 октября от дизентерии . Джон Ингрэм взял на себя руководство восстанием, но многие последователи разошлись. После этого восстание продолжалось недолго. Беркли предпринял серию успешных морских атак через Чесапикский залив и победил повстанцев. Его силы нанесли поражение небольшим очагам повстанцев, разбросанным по региону Приливная вода. Томас Грэнтэм, капитан корабля «Конкорд», курсировавшего по реке Йорк, использовал хитрость и разоружил мятежников. Он пробрался в гарнизон повстанцев и пообещал простить всех причастных, как только они вернутся на корабль. Однако, как только они благополучно оказались в трюме, он направил на них корабельные орудия и разоружил мятежников. С помощью различных других тактических приемов были разбиты и другие гарнизоны повстанцев.

## Влияние

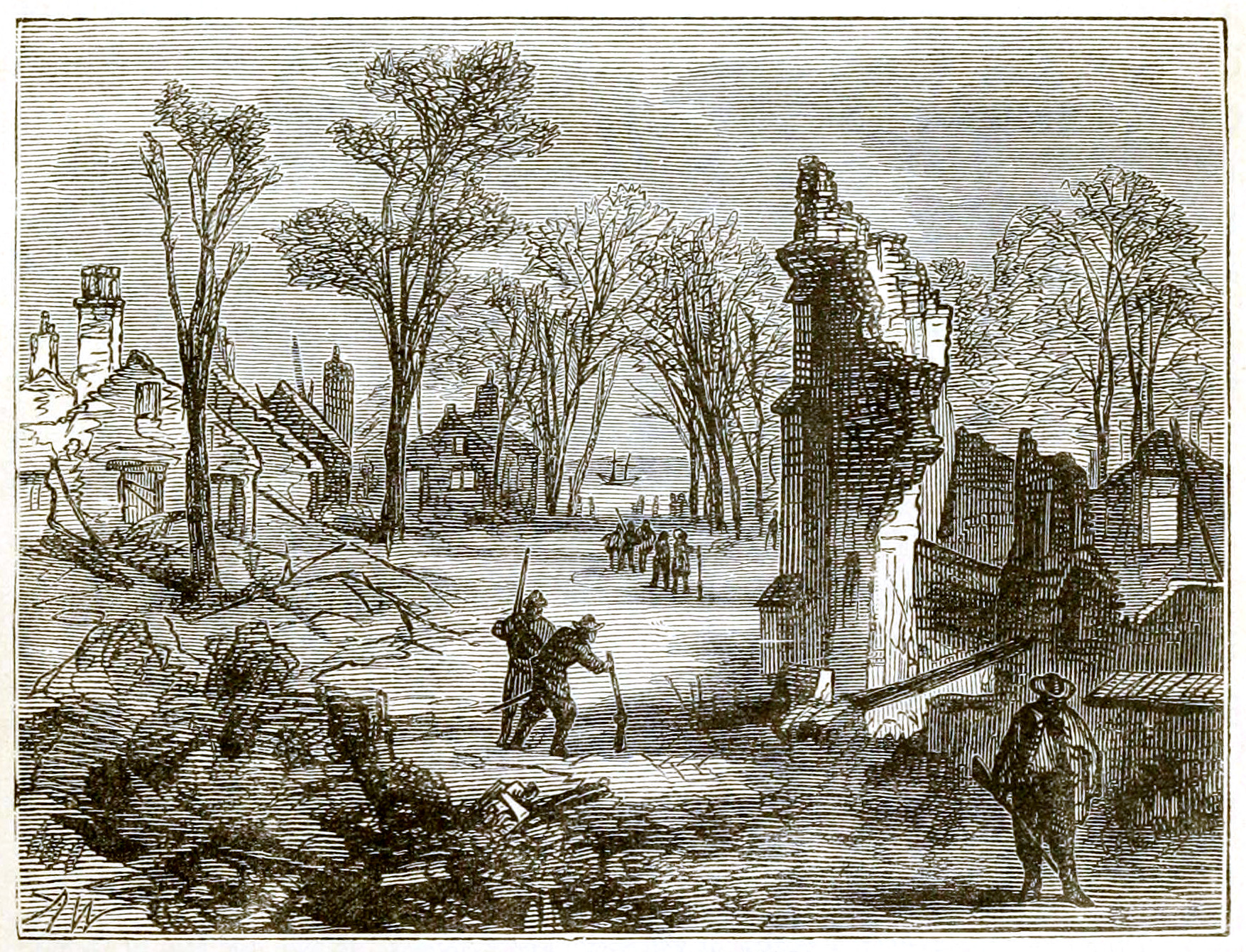
Руины Джеймстауна (гравюра 1878 г.).

71-летний губернатор Беркли вернулся в сожженную столицу и разграбленный дом в конце января 1677 г. Его жена описала их плантацию Грин-Спринг в письме к двоюродному брату:
Он был похож на один из тех, что мальчишки разбирают на Масленицу, и ремонтировать его требовалось почти так же, как если бы его строили заново, и никаких признаков того, что вокруг него когда-либо стоял забор. . .
Богатые последователи-землевладельцы Бэкона вернули свою лояльность правительству Вирджинии после смерти Бэкона. Губернатор Беркли вернулся к власти. Он захватил имущество нескольких повстанцев для колонии и казнил через повешение 23 человека, в том числе бывшего губернатора колонии Альбемарл-Саунд Уильяма Драммонда и сборщика таможни Джайлза Блэнда.
После того, как следственный комитет вернул свой отчет королю Карлу II, Беркли был освобожден от должности губернатора и отозван в Англию. По словам историка Алана Тейлора, «поскольку торговля табаком приносила доход короне в размере около 5–10 фунтов стерлингов на одного рабочего, король Карл II не хотел, чтобы восстание отвлекало колонистов от выращивания урожая». Сообщается, что Карл II прокомментировал: «Этот старый дурак убил больше людей в этой голой стране, чем я здесь за убийство моего отца». Никаких записей о комментариях короля обнаружено не было, и происхождение этой истории, похоже, было колониальным мифом, возникшим по крайней мере через 30 лет после событий. Вопреки мифу, король гордился милосердием, которое он проявил к врагам своего отца. Беркли оставил свою жену Фрэнсис Беркли в Вирджинии и вернулся в Англию. Она отправила ему письмо, чтобы сообщить, что нынешний губернатор заключает пари, что король откажется его принять. Уильям Беркли умер в июле 1677 года, вскоре после высадки в Англии.
Историк Алан Тейлор пишет, что для того, чтобы элита Вирджинии сохраняла лояльность простых плантаторов и предотвращала будущие восстания, им «нужно было вести, а не противостоять войнам, направленным на лишение владений и уничтожение приграничных индейцев». По словам Тейлора, это связывало элиту с обычным плантатором в войнах против индейцев, их общего врага, и позволяло элите умиротворять свободных белых землей. Тейлор пишет: «Чтобы дать слугам большую надежду на будущее, в 1705 году собрание возродило систему права собственности, пообещав каждому вольноотпущеннику пятьдесят акров земли, обещание, которое обязывало правительство продолжать отбирать землю у индейцев».
К восстанию на границе присоединились как черные, так и белые подневольные слуги. Видя, как они объединяются для борьбы, правящий класс встревожился. Историки считают, что восстание ускорило ужесточение расового разделения, связанного с рабством, как способ для плантаторов и колонии контролировать часть бедняков. Например, историк Эрик Фонер пишет: «Страх гражданской войны среди белых напугал правящую элиту Вирджинии, которая предприняла шаги для укрепления власти и улучшения своего имиджа: например, восстановление имущественного ценза для голосования, снижение налогов и принятие более агрессивной политики в отношении американских индейцев.». Некоторые из этих мер, успокаивая бедное белое население, возможно, рассчитывали сгладить любое объединение с порабощенным черным населением в будущем.

## Историография
В 1676 году Энн Коттон написала личный отчет о восстании Бэкона. Ее отчет был в форме письма, написанного в 1676 году и опубликованного в своей первоначальной форме в 1804 году в Richmond Enquirer под заголовком «Отчет о наших недавних бедах в Вирджинии» .
Историки задаются вопросом, имело ли восстание Бэкона против Беркли в 1676 году какое-либо продолжительное значение для более успешной американской революции столетие спустя. Самый боготворящий портрет Бэкона можно найти в «Факелоносце революции» (1940) Томаса Джефферсона Вертенбейкера, которую один ученый в 2011 году назвал «одной из худших книг о Вирджинии, когда-либо опубликованных авторитетным ученым-историком». Центральная область дебатов - неоднозначный и сложный характер Бэкона, как показано в книге Уилкомба Э. Уошберна «Губернатор и бунтарь» (1957). Вместо того, чтобы восхвалять Бэкона и наказывать тиранию Беркли, Уошберн нашел корни восстания в невыносимом требовании колонистов «санкционировать резню и лишение собственности как невинных, так и виновных».
Более тонкие подходы к предполагаемой тирании или неэффективности управления Беркли занимали историков-специалистов на протяжении середины двадцатого века, что привело к многообразию факторов, ответственных за нынешнюю нестабильность Вирджинии. Уэсли Фрэнк Крейвен в публикации 1968 года "Колонии в переходный период" утверждает, что самые большие неудачи Беркли произошли во время восстания, ближе к концу его жизни.
 Бернард Бейлин выдвинул в своём романе тезис о том, что это был лишь вопрос доступа к ресурсам, неспособность полностью перенести старосветское общество в Новый Свет.
В 1975 году Эдмунд С. Морган написал книгу «Американское рабство, Американская свобода: испытание колониальной Вирджинии» связал бедствие восстания Бэкона, а именно потенциал восстания низшего класса, с переходом колонии к рабству, пишет: "Но для тех, у кого есть глаза, чтобы видеть, в этом восстании был очевидный урок. Обида на чужую расу может быть более сильной, чем обида на высший класс. Виргинцы не сразу поняли это. Со временем это стало понятно"  .
В 2012 году Джеймс Райс написал повесть "Рассказы о революции: Восстание Бэкона и трансформация ранней Америки", в котором акцент на недостатках Бэкона перекликается с "Губернатором и мятежником", объединяет восстание в более масштабную историю, подчеркивая действия многочисленных коренных американцев, а также помещая его в контекст политики в Европе. В этом рассказе кульминация восстания Бэкона приходится на «Славнаую революцию» 1688–1689 годов.

## Наследие
Согласно веб-сайту Historic Jamestowne, «в течение многих лет историки считали восстание в Вирджинии 1676 года первым всплеском революционных настроений в Северной Америке, кульминацией которого стала Американская революция почти ровно сто лет спустя. Однако в последние несколько десятилетий, основываясь на выводах с более отдаленной точки зрения, историки пришли к пониманию восстания Бэкона как борьбы за власть между двумя упрямыми, эгоистичными лидерами, а не славной борьбы с тиранией  .
Тем не менее многие в ранних Соединенных Штатах, в том числе Томас Джефферсон, считали Бэкона патриотом и считали, что восстание Бэкона действительно было прелюдией к более поздней американской революции против контроля Короны. Такое понимание конфликта нашло отражение в памятных мероприятиях 20-го века, включая витраж в колониальном Вильямсбурге и памятную табличку в зале заседаний Палаты делегатов штата Вирджиния в Капитолии штата в Ричмонде, которая напоминает о Бэконе как о "великом патриотическом лидере народа Вирджинии, который погиб, защищая свои права, 26 октября 1676 года". После восстания колониальный законодательный орган Вирджинии принял Кодекс рабов Вирджинии 1705 года, который установил несколько строгих правил для людей африканского происхождения. Кроме того, кодексы были направлены на социальное разделение белых и черных рас.

## Использование дурмана
Роберт Беверли сообщил в своей книге 1705 года по истории Вирджинии, что некоторые солдаты, отправленные в Джеймстаун для подавления восстания Бэкона, собирали и ели листья дурмана и провели одиннадцать дней, действуя причудливыми и глупыми способами, прежде чем выздоровели. Это привело к тому, что растение стало известно как сорняк Джеймстауна, а затем дурман.

### Статьи
- Warren M. Billings. The Causes of Bacon's Rebellion: Some Suggestions (англ.) // The Virginia Magazine of History and Biography. — Virginia Historical Society, 1970. — Vol. 78, iss. 4. — P. 409-435.

## Внешние ссылки
- Bacon's Rebellion (англ.). Encyclopedia Virginia. Дата обращения: 26 ноября 2022.